# All of Me (NOFX)
All of Me is een 7" single van de Amerikaanse punkband NOFX, uitgegeven in 1996 door Fat Wreck Chords
De titeltrack is een cover van Tin Pan Alley, een nummer dat veelal geassocieerd wordt met Billie Holiday en Louis Armstrong. Het nummer stond ook op het verzamelalbum 45 or 46 Songs That Weren't Good Enough to Go on Our Other Records en op het compilatiealbum Physical Fatness onder de titel "Olive Me".
Er 8.000 exemplaren van het album gedrukt op aqua gekleurd vinyl (de band noemde het zelf "ice cream colored").

## Nummers
1. "All of Me"
2. "The Desperation's Gone"